# الکساندرا، جیمینا لوکاو
الکساندرا، جیمینا لوکاو (به لاتین: Aleksandrów, Gmina Łuków) یک منطقهٔ مسکونی در لهستان است که در Gmina Łuków واقع شده‌است.

## خصوصیات
الکساندرا ۴۴۰ نفر جمعیت دارد.